# Altay SK
Altay SK is een Turkse voetbalclub uit İzmir. De club speelt sinds 10 december 2021 zijn thuiswedstrijden in het nieuwe Alsancak Mustafa Denizlistadion, dat op de plaats van het oude Alsancakstadion is herbouwd. Tot nu toe won de club tweemaal de Turkse beker en werd 12 keer kampioen van Izmir. Altay speelt in de Süper Lig.

İzmir ligt in de Egeïsche Zeeregio.

## Geschiedenis

### Oprichting
De club werd op 16 januari 1914 opgericht. Vier jaar later speelde Altay tegen de Italiaanse club Garibaldi, die de Turken met 10-0 wonnen. De overwinning was belangrijk, omdat de Italianen Izmir bezetten, na de overwinning trokken de Italianen zich terug van alle sportactiviteiten in Izmir, Garibaldi werd door de Italiaanse consul opgeheven.

### Oprichters
- Mustafa Necati Uğural
- Vasıf Çınar
- Şükrü Saraçoğlu
- Baha Esat Tekant
- Talat Erboy
- Esat Çınar
- Nejat Evliyazade
- Hüsnü Uğural
- Muharrir Rauf Nezih
- Şimendiferci Rıfat İyison
- Dr. Kemal Tahsin Soydam
- Enver Esat Tekant
- Tayyareci Mazlum
- Kemal Çakırel
- Nuri Sıtkı Erboy
- Dr. Fikret Tahsin Soydam
- Mazlum Öksüz
- Tüccar Sürreyya
- Çiftçi Necati
- Fethi Özalp
- Sıhhıyeci Kemal İstanbullu
- Halil Zeki Osam

### Topscorer
In het seizoen 1979-1980 werd Altay-speler Mustafa Denizli samen met Bursaspor-speler Bahtiyar Yorulmaz topscorer van de hoogste divisie met ieder 12 doelpunten. Hij was een linksbuiten, die ook direct via een corner menig doelman wist te verrassen. Mustafa Denizli droeg tussen 1967 en 1983 16 seizoenen (21;de jeugdjaren meegerekend) het shirt van de club uit de Egeïsche Zeeregio. Hij is topscorer aller tijden van de club met 147 doelpunten uit 461 wedstrijden. Dat maakt hem ook de persoon die de meeste wedstrijden namens Altay achter zijn naam heeft staan.

### Erelijst
- Turkse voetbalbeker

Winnaar: 1967, 1980
Finalist: 1964, 1968, 1972, 1979, 1986
- Kampioen van Izmir

1923-24, 1924-25, 1927-28, 1928-29, 1930-31, 1933-34, 1936-37, 1940-41, 1945-46, 1947-48, 1950-51, 1953-54

## Altay in Europa
Uitslagen vanuit gezichtspunt Altay Izmir
| Seizoen | Competitie           | Ronde | Land                                    | Club               | Totaalscore | 1e W    | 2e W       | PUC |
| ------- | -------------------- | ----- | --------------------------------------- | ------------------ | ----------- | ------- | ---------- | --- |
| 1962/63 | Jaarbeursstedenbeker | 1R    | Vlag van Italië                         | AS Roma            | 3-13        | 2-3 (T) | 1-10 (U)   | 0.0 |
| 1967/68 | Europacup II         | 1R    | Vlag van België                         | Standard Luik      | 2-3         | 2-3 (T) | 0-0 (U)    | 1.0 |
| 1968/69 | Europacup II         | 1R    | Vlag van Noorwegen                      | SFK Lyn Oslo       | 4-5         | 3-1 (T) | 1-4 (U)    | 2.0 |
| 1969/70 | Jaarbeursstedenbeker | 1R    | Vlag van Duitse Democratische Republiek | FC Carl Zeiss Jena | 0-1         | 0-1 (U) | 0-0 (T)    | 1.0 |
| 1977/78 | UEFA Cup             | 1R    | Vlag van Duitse Democratische Republiek | FC Carl Zeiss Jena | 5-6         | 1-5 (U) | 4-1 (T)    | 2.0 |
| 1980/81 | Europacup II         | 1R    | Vlag van Portugal                       | SL Benfica         | 0-4         | 0-0 (T) | 0-4 (U)    | 1.0 |
| 1998    | Intertoto Cup        | 1R    | Vlag van Ierland                        | Shamrock Rovers    | 5-4         | 3-1 (T) | 2-3 nv (U) | 0.0 |
|         |                      | 2R    | Vlag van Hongarije                      | Diósgyőri FC       | 2-1         | 1-1 (T) | 1-0 (U)    | 0.0 |
|         |                      | 3R    | Vlag van Frankrijk                      | SC Bastia          | 3-4         | 0-2 (U) | 3-2 nv (T) | 0.0 |

Totaal aantal punten voor UEFA-coëfficiënten: 7.0

## Bekende (ex-)spelers
- İbrahim Akın
- Necati Ateş
- Mehmet Batdal
- Ufuk Ceylan
- Mustafa Denizli
- Murat Hacıoğlu
- Kenan Hasagić
- Sinan Kaloğlu
- Leandro Kappel
- Semih Kaya
- David Mitchell
- Ahmet Öcal
- Alpay Özalan
- Vahap Özaltay
- Reza Shahroudi
- Olivier Suray
- Musa Sinan Yılmazer
- Fatih Tekke